# 柏禮維
柏 禮維（はく れいい、ポー・リーウェイ、英語: Po Li-wei、1997年5月2日 - ）は、台湾の男子バドミントン選手。

## 経歴
2022年から2023年まで、2歳年上の張課琦とペアを組み、世界ランクは最高で27位まで到達した。